# Alexander Valley
Das Alexander Valley ist ein Tal im ostantarktischen Viktorialand. Es liegt zwischen dem Mount Leland und dem Sponsors Peak in der Cruzen Range. Das untere Ende des Tals ist eisfrei und öffnet sich zum Oberen Victoria-Gletscher. Der obere Talabschnitt ist dagegen teilweise vereist und wird vom 1250 m hohen Mount Isaac überragt.
Das Advisory Committee on Antarctic Names benannte das Tal 2005 nach dem US-amerikanischen Meeresbiologen Stephen Paul Alexander (* 1959), der für das United States Antarctic Program zwischen 1985 und 2001 im McMurdo-Sund Untersuchungen zu bodenlebenden Foraminiferen durchführte und von 2002 bis 2004 als Labormanager des Albert P. Crary Science and Engineering Center auf der McMurdo-Station tätig war.